# Шиме Подује
Шиме Подује (Вис, 19. мај 1905 — Сплит, 31. октобар 1966) је био југословенски фудбалер.
Заједно са млађим братом Вељком био је члан прве генерације Хајдука коју је уздигао тренер Лука Калитерна. Играо је на позицији десног крила и заједно са Љубом Бенчићем је чинио десну страну Хајдукове навале. Одиграо је укупно 226 утакмица и постигао 87 голова. Био је члан екипе која је Хајдуку донела две титуле првака 1927. и 1929.
За репрезентацију Југославије је одиграо три утакмице и то све три против Чехословачке. Дебитовао је 28. септембра 1924. у Загребу у утакмици у којој је за репрезентацију наступило 10 Хајдукових играча (сви сем голмана). Последњи пут је играо за репрезентацију 31. јула 1927. у Београду. Опростио се од активног играња фудбала 1931. после четворомесечне турнеје Хајдука по Јужној Америци.
Био је један од организатора приступања екипе Хајдука НОП-у и одласка на ослобођени Вис 23. априла 1944. Пре рата као доктор права, бавио се адвокатуром и био је народни посланик. Након рата био је истакнути функционер Хајдука и судија Окружног привредног суда у Сплиту.
Преминуо је од срчаног удара у 61. години.

## Трофеји

### Хајдук Сплит
- Првенство (2): 1927. и 1929.